# Hydroporus gyllenhalii
Hydroporus gyllenhalii är en skalbaggsart som beskrevs av Jørgen Matthias Christian Schiødte 1841. Hydroporus gyllenhalii ingår i släktet Hydroporus och familjen dykare. Enligt den finländska rödlistan är arten nära hotad i Finland. Arten är reproducerande i Sverige. Artens livsmiljö är små tjärnar och gölar (även flarkar). Inga underarter finns listade i Catalogue of Life.

## Bildgalleri

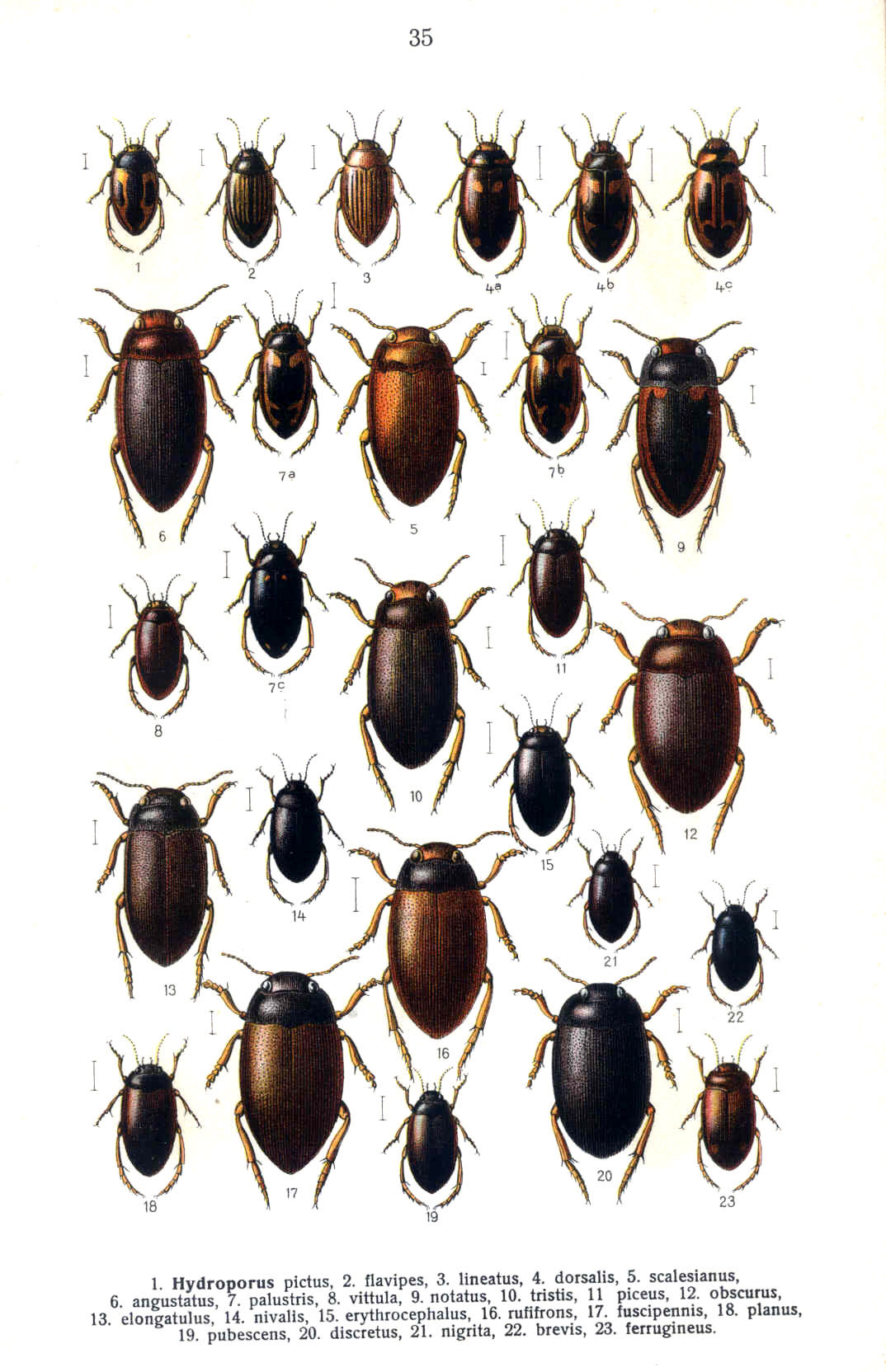